# Ако
Ако (яп. 赤穂市) — місто в Японії, у префектурі Хьоґо.

## Географія
Місто Ако розташоване на острові Хонсю, у південно-західній частині префектури Хьоґо. Площа 126,88 км². Має вихід до Харімського моря. Межує з містами Айой, Хімедзі, Бідзен та повітом Камігорі.

## Населення
Станом на 1 квітня 2017 року населення Ако становить 47 656 особи. Густота населення 375,6 ос./км². Нижче приведена діаграма зміни чисельності населення міста за даними переписів Японії.

## Символіка
Символами міста є сакура та рододендрон.

## Міста-побратими
- Касама, Японія
- Ямаґа, Японія
- Рокінгхем-Сіті, Нова Зеландія

## Галерея

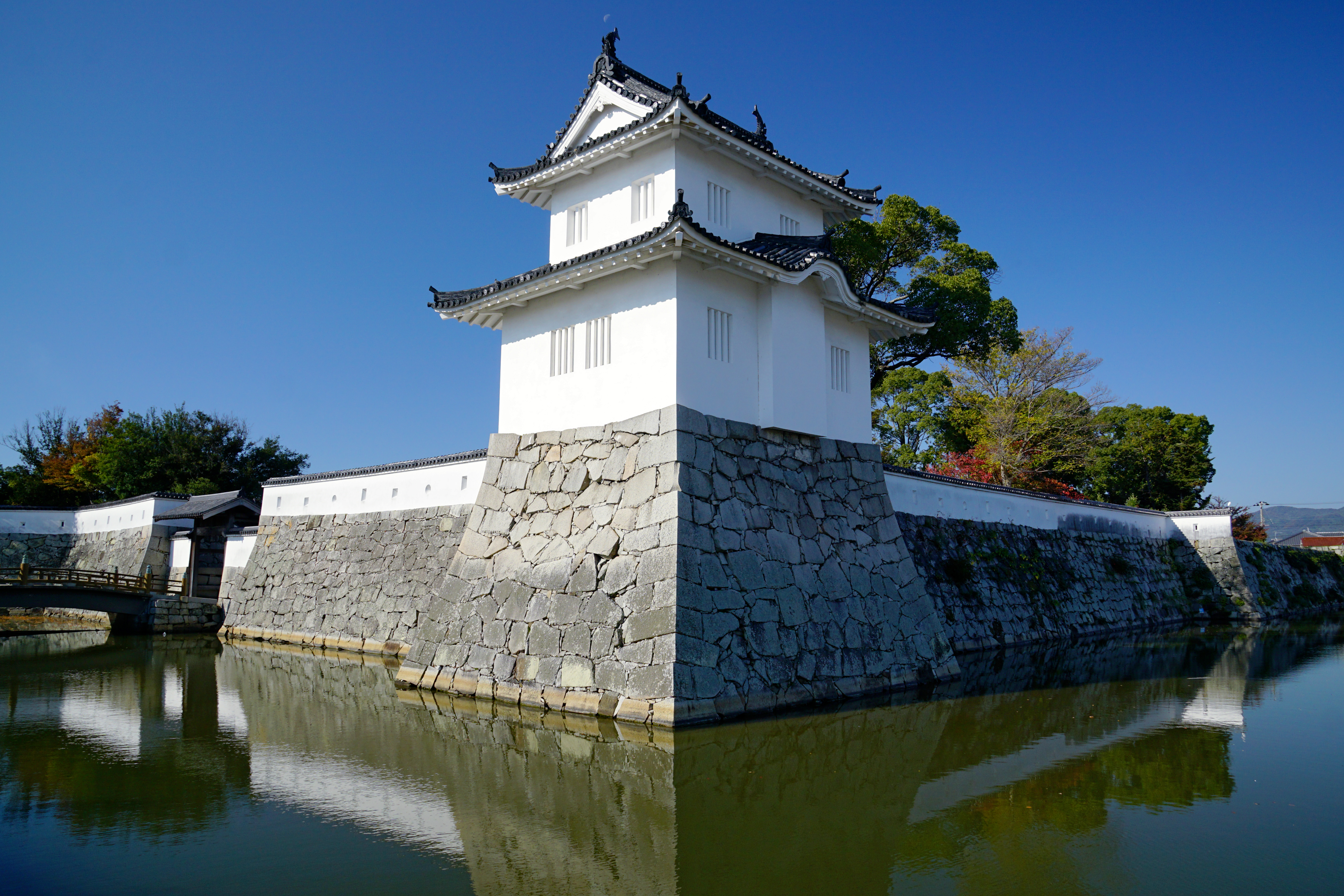
Замок Ако
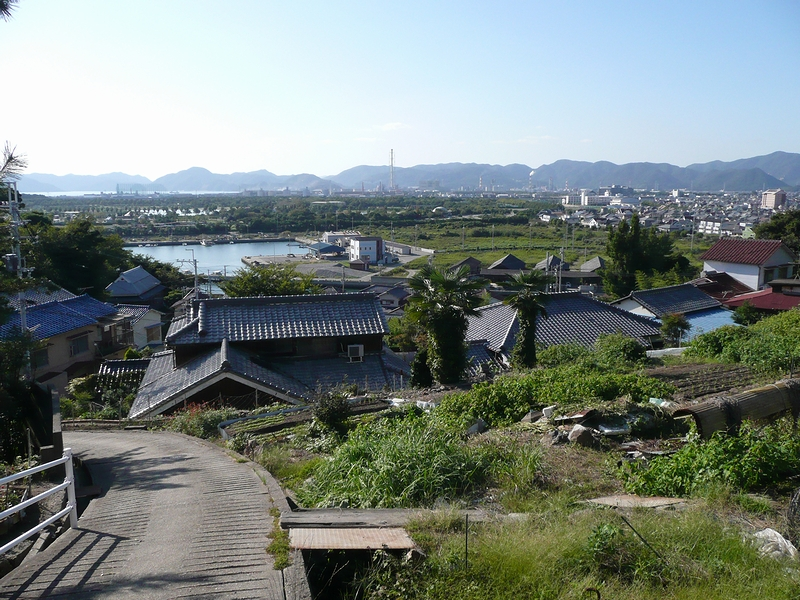
Вид на місто
Порт міста
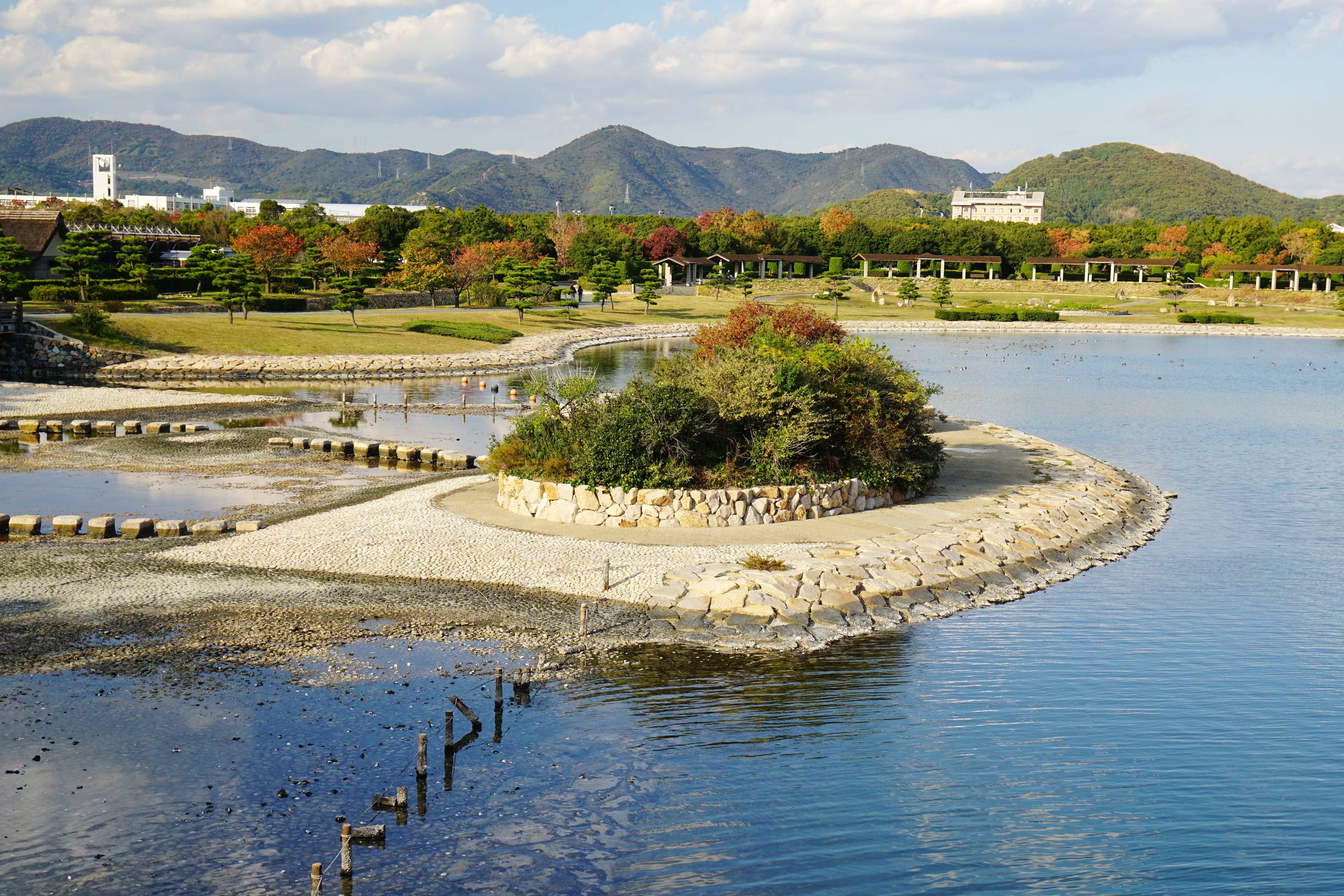
Приморський парк Ако
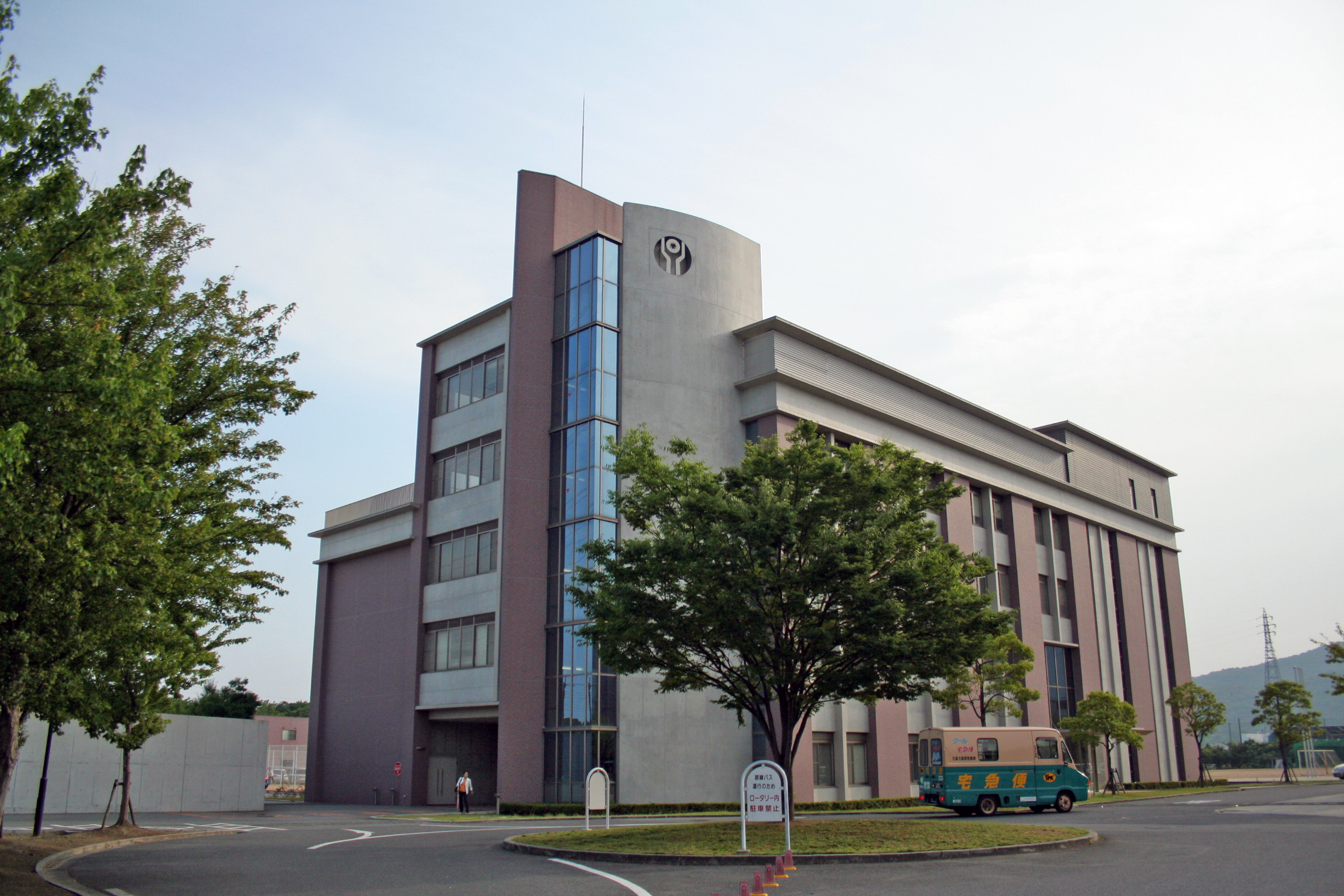
Університет соціального забезпечення Кансай